# Рапід (Відень)
Спорти́вний клу́б «Рапі́д» Ві́день (нім. Sportklub Rapid Wien) — професійний австрійський футбольний клуб з міста Відень. Найтитулованіший клуб Австрії: 32 перемоги у чемпіонаті країни та 14 кубків Австрії. Окрім того «Рапід» двічі був фіналістом кубка володарів кубків, а також є дворазовим переможцем кубка Мітропи.

## Історія

### Перші кроки
Заснований в 1898 році під назвою «Перший віденський робітничий футбольний клуб». 8 січня 1899 року, на клубних зборах, було вирішено змінити назву на сучасну. В наступному сезоні бере участь в кубку виклику, турнірі для найсильніших клубів Австро-Угорської імперії. Жереб звів «Рапід» з майбутнім фіналістом «Вієнна Крікет ФК», поразка (0:11).
|  | У 1901 році зіграв перший поєдинок за межами сучасної Австрії. Нічья (1:1) у Празі з місцевою «Аустрією». В 1904 році кольори командної форми були змінені на сучасні: зелений та білий. В кубку виклику 1910/11 «Рапід» нарешті зумів подолати перший раунд, перемога над «Фірст Вієнною» (2:1). В наступному раунді поступилися майбутньому переможцеві турніру — «Вінер Шпорт-клубу» (1:3). |

### 1911–1930
Восени 1911 року розпочався перший чемпіонат Австрії з футболу. Після двох третин проведених матчів «Рапід» знаходився на третій сходинці в турнірній таблиці. Команда потужно провела кінцівку чемпіонату (5 перемог і 1 нічия) і випередивши основних конкурентів («Вінер Шпорт-клуб» та «Вінер АФК»), здобула чемпіонський титул. В наступному чемпіонаті «Рапід» не програв жодного поєдинку. В чемпіонаті 1920/21 Йозеф Уриділ забив 35 м'ячів в 22 зустрічах. За дванадцять сезонів клуб виграв вісім чемпіонатів та два кубки Австрії. Після переможного сезону 1922/23 у «Рапіда» розпочалася зміна поколінь і команда на декілька років втратила лідируючі позиції в австрійському футболі. Як переможець кубка 1927 року, «Рапід» взяв участь у новоствореному кубку Мітропи. За сумою двоматчевих поєдинків переміг югославський «Хайдук» і чехословацьку «Славію». У фіналі протистояла грізна «Спарта». Перший поєдинок у Празі «Рапід» програв з рахунком (2:6). Другий, вдома, виграв (2:1), але цього було не достатньо для загальної перемоги. У кубку Мітропи 1928 р. команда перемогла угорську «Хунгарію» та чехословацьку «Вікорію» (Жижков), і знову вийшла до фіналу. Які рік тому, в першому виїзному поєдинку зазнала нищівної поразки. В Будапешті Йоганн Хорват лише на 85 хвилині забив єдиний м'яч у ворота «Ференцвароша» (1:7). За вдалими виступами в міжнародних турнірах прийшли перемоги і на внутрішній арені.
|  | Після п'ятирічної перерви «Рапід», двічі поспіль, стає найкращим клубом країни. Перший поєдинок кубку Мітропи 1930 р. відбувся в Генуї, нічия — (1:1). У Відні Весели і Веселик забили у ворота «Дженоа» по дублю, а загальний рахунок (6:1). Потім, перемога з великим рахунком вдома над «Ференцварошем» (5:1, Кабурек зробив хек-трик), а на виїзді мінімальна поразка. У першому фінальному поєдинку на стадіоні «Летна» Луеф забив швидкий гол, а Смістик в другому таймі закріпив перемогу над «Спартою» (2:0). У віденському матчі Кабурек та Смістик забили по голу, а чех Кошталек — три. За сумою двох поєдинків «Рапід» здобув кубок Мітропи. |

| Воротар: Йозеф Бугала. Захисники: Леопольд Цейка, Роман Шрамзайс. Півзахисники: Карл Раппан, Йозеф Смістик, Йоганн Вана. Нападники: Віллібальд Кірбес, Франц Веселик, Маттіас Кабурек, Йоганн Луеф, Фердінанд Весели (). Тренер: Едуард Бауер. |

### 1931–1945

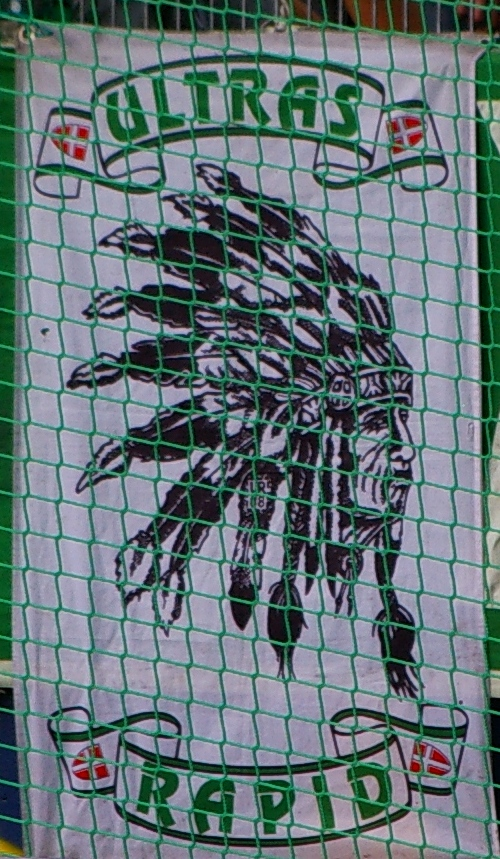
Фанати «Рапіда» (2010)

У 30-ті роки в австрійському футболі домінувала віденська «Адміра». «Аустрія», «Рапід» та «Фірст Вієнна» — складали їй конкуренцію. На чемпіонаті світу-34, в складі знаменитої «вундертим» грало троє «рапідівців»: півзахисники Йозеф Смістик, Франц Вагнер та форвард Йозеф Біцан. Ще двоє перебувало в запасі: воротар Рудольф Рафтль і нападник Матіас Кабурек. В цьому році клуб зазнай найбільшої поразки в кубку Австрії (0:8, фінал проти «Адміри»). Двічі за цей час «Рапід» ставав найкращим у країні. Особливо вдалим для команди виявився сезон 1934/35, коли команда не зазнала жодної поразки в чемпіонаті і переконливо зайняла перше місце. У 22-х поєдинках «Рапід» забив 95 м'ячів (в середньому — 4,3 м'яча за гру), а Кабурек з 27 голами — найкращий бомбардир чемпіонату. Головною зіркою тієї команди був Франц Біндер — легендарний бомбардир, шестиразовий володар титулу найрезультативнішого гравця чемпіонату Австрії.
В березні 1938 року Німеччина приєднала Австрію (аншлюс). Футбольний чемпіонат змінив назву на «гаулігу Остмарк». «Рапід» виграв два перших турніри «гауліги», постійно брав участь у кубку Німеччини. В фіналі 1938 р. в останні 10 хвилин забив 3 м'ячі і переміг ФСВ «Франкфурт» (3:1). Як переможець «гауліги» двічі брав участь у чемпіонаті Німеччини. В півфіналі чемпіонату 1940 року поступився «Дрезднеру СК» із Дрездена. В двохматчовому поєдинку за 3-тє місце переміг «Вальдхоф» Мангейм.
В півфіналі наступного чемпіонату подолав «Дрезднер СК» з рахунком 2:1.Фінал 1941 року з «Шальке» вважається одним із найкращих матчів «Рапіду». Гельзенкірхенці, в складі яких грали знані майстри Щепан і Куццора, на 58 хвилині вигравали три м'ячі. За чотири хвилини (з 62-ї по 65-ту) «Рапід», завдяки м'ячам Біндера (2) і Георга Щорса, зрівнює рахунок. На 71 хв. Франц Біндер забиває свій третій, переможний для «Рапіда», м'яч (4:3).

### 1945–1960
В першому післявоєнному сезоні «Рапід» здобуває 15-й чемпіонський і 4-й кубковий титули. Через рік знову піднімається на першу сходинку чемпіонату Австрії. В 1949 році їде в турне, присвячене 50-річчю клуба, до Бразилії. Проводить поєдинки з «Васко да Гамою», «Сан-Паулу», «Корінтіансом» та ін. клубами. Перед сезоном 1950/51 «Рапід» підсилився Еріхом Пробстом та Герхардом Ганаппі, в майбутньому капітаном і один з найкращих гравців в історії команди. В чемпіонаті стартує з перемоги над ЛАСКом (11:2). За весь турнір зазнає однієї поразки, вражає ворота суперників 133 рази в 24 поєдинках (в середньому — 5,54 м'яча за гру) і з великим відривом займає перше місце. Роберт Дінст найвлучніший гравець чемпіонату — 37 голів. У червні, під назвою кубок Центропи відновлюється кубок Мітропи. В півфіналі перемога над «Лаціо» (5:0). У фіналі, завдяки голу Ернста Гаппеля на останній хвилині матчу, виграли у віденського «Ваккера» (3:2).
| Воротар: Йозеф Мусіл. Захисники: Ернст Гаппель, Макс Меркель. Півзахисники: Герхард Ганаппі, Альфред Тайнитцер, Еріх Мюллер. Нападники: Роберт Кернер, Леопольд Гейнгард (), Еріх Пробст, Йоганн Ріглер, Альфред Кернер. Тренер: Ганс Пессер. |

На чемпіонаті світу 1954 збірна Австрії зайняла 3-тє місце (найкраще в своїй історії). В основі цієї збірної грало п'ять футболістів «Рапіда»: Ернст Гаппель, Герхард Ганаппі, Роберт Кернер, Еріх Пробст (другий бомбардир турніру — 6 забитих м'ячів) та Альфред Кернер. Це двоє «рапідівців» виходили на заміну: голкіпер Вальтер Земан та форвард Роберт Дінст, а троє перебувало в резерві: захисник Пауль Галла та гравці середньої ланки Карл Гіссер і Йоганн Ріглер.
Восени 1955 року «Рапід» дебютував в кубку європейських чемпіонів. В 1/8 фіналу був переможений голландський ПСВ (6:1 та 0:1). Автор першого м'яча в єврокубках — Альфред Кернер. На наступній стадії сильнішим виявився італійський «Мілан» (1:1 та 2:7). Влітку 1956 року клуб бере участь у кубку Мітропи. На шляху до фіналу «Рапід» здолав братиславський «Слован» та «Вереш Лобого» із Будапешта. Два фінальні матчі з «Вашашем» не виявили переможця (3:3 вдома, 1:1 на виїзді). За регламентом був призначений додатковий поєдинок (угорець Дьюла Силадьї зробив покер, а переміг суперник — 2:9).
В першому ж раунді КЄЧ 1956/57 жереб звів «Рапід» з найсильнішим клубом Європи — мадридським «Реалом». На «Сантьяго Бернабеу» поразка (2:4). На «Пратері» Ернст Гаппель вже в першому таймі забив три м'ячі і вивів «Рапід» вперед. В другому таймі Альфредо Ді Стефано забив гол і встановив рівновагу за сумою двох поєдинків. В третьому поєдинку у Мадриді перемогли господарі.
На внутрішній арені за 15 після воєнних років «Рапід» виграв вісім титулів чемпіона Австрії.

### 1961 − 1980
В КЄЧ 1960/61 «Рапід» на шляху до півфіналу (найкращий результат у цьому турнірі) переміг
«Бешикташ», «Вісмут» із НДР, шведський «Мальме» і поступився майбутньому переможцеві, лісабонській «Бенфіці».
У 60-ті роки «Рапід» по три рази виграв чемпіонат і кубок Австрії. Після виграшу чемпіонату 1967/68 команда не могла тринадцять років піднятися на вершину австрійського футболу. В 70-ті — два кубки Австрії (1972, 1976) та поява у складі форварда міжнародного рівня — Ганса Кранкля.

### 1981–2000
Вирішальним у чемпіонаті 1981/82 став матч 32 туру «Аустрія» — «Рапід» (0:3, відзначилися Кранкль, Гросс та Паненка). «Зелено-білі» впевнено зіграли в останніх турах і після багаторічної перерви здобули чемпіонський титул. Наступного року дубль, потім — кубок. В 1984/85 віце-чемпіонство та втретє поспіль кубок. Дуже переконливо виглядає атакуюче тріо: Паненка — Пакульт — Кранкль. На цей сезон припадає найвище досягнення «Рапіда» в єврокубках. У першому раунді подолали «Бешикташ» (вдома — перемога, на виїзді — нічия). В першій домашній зустрічі 1/8 фіналу перемогли «Селтік» (3:1). На «Селтік Парку» — поразка (0:3), під час матчу кинутий предмет з трибуни поранив одного з австрійських гравців і УЄФА анулював результат поєдинку. Втретє команди зустрілися на нейтральному полі, на «Олд Траффорді». Єдиний м'яч у матчі забив Петер Пакульт. У чвертьфіналі у ворота дрезденського «Динамо» забили вісім м'ячів. У півфіналі жереб звів «Рапід» із представником Радянського Союзу московським «Динамо»; перемога у Відні та нічия на полі суперника. Фінал кубка володарів кубків з «Евертоном» відбувся у Роттердамі, англійці забили три м'ячі, Ганс Кранкль — один.
| Воротар: Міхаель Конзель. Захисники: Геріберт Вебер, Лео Лайнер, Курт Гаргер, Рейнгард Кінаст. Півзахисники: Карл Браунедер, Антонін Паненка, Петер Хрстич, Златко Краньчар, Рудольф Вейнгофер. Нападники: Петер Пакульт, Ганс Кранкль, Йоганн Гросс. Тренер: Отто Барич. |

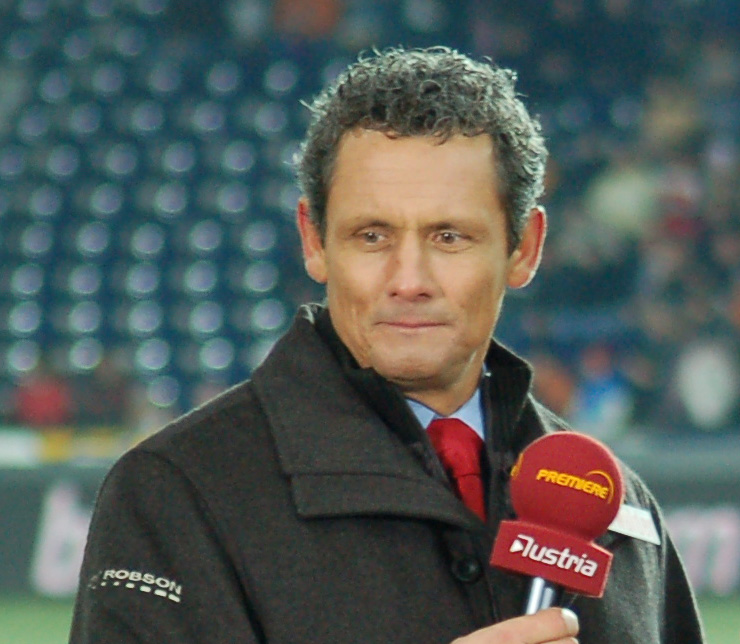
Гравець «Рапіда» в 1978–1989 роках Геріберт Вебер (2005)

В сезоні 1985/86 чемпіонаті і кубкові поступився «Аустрії», а 1/4 КВК київському «Динамо». В двох наступних сезонах двічі виграв чемпіонат і кубок Австрії 1987.
У 90-х в австрійському футболі з'явилися нові лідери. Найкращим для «Рапіда» став сезон 1995/96. На внутрішній арені, довгоочікувана перемога у чемпіонаті Австрії. На міжнародній, як володар кубка Австрії, вдруге в своїй історії дійшов до фіналу кубка володарів кубків. В 1/16 перемога та нічия з румунським «Петролул» (Плоєшті). В першому матчі наступного раунду, в Лісабоні поразка (0:2) від «Спортінга». Вдома, лише на останній хвилині вдалося зрівняти рахунок. В додатковий час Крістіан Штумпф та Карстен Янкер забили ще два голи і вивели «Рапід» в наступне коло змагань. в 1/4 віденський клуб двічі переміг московське «Динамо». В першому півфіналі, на «Де Кейп» у Роттердамі нічия (1:1). Вдома «Рапід» забив «Феєноорду» три м'ячі (3:0). Фінальний поєдинок пройшов у Брюсселі. На 28 хвилині гравець «Парі Сен-Жермену» Бруно Н'Готті забив єдиний м'яч у матчі. Капітан команди Міхаель Консел, єдиний з гравців «Рапіда», брав участь у двох єврофіналах.
| Воротар: Міхаель Конзель. Захисники: Тріфон Іванов, Петер Шеттель, Міхаель Хац, Петер Гуггі. Півзахисники: Андреас Хераф, Дітмар Кухбауер, Петер Штогер, Штефан Марасек. Нападники: Крістіан Штумпф, Зоран Барісич, Карстен Янкер. Тренер: Ернст Докупіл. |

В сезоні 1996/97 «Рапід» вперше виступив у груповому раунді ліги чемпіонів УЄФА.

### 2001— наш час
Двічі виграв чемпіонат Австрії (2005, 2008). В сезоні 2005/06 виступав у груповому раунді ліги чемпіонів УЄФА. Капітан і лідер «Рапіда» Штефан Гофманн за версією різних видань неодноразово визнавався найкращим футболістом Австрії.
|  |  |  |

## «Рапід»— «Динамо» Київ
У розіграші єврокубків «Рапід» чотири рази потрапляв на київське «Динамо». Загальний рахунок 19:14, українці тричі проходили далі (кубок володарів кубків 1985/86, кубок УЄФА 1992/93 та Ліга Європи УЄФА 2013—2014), у той час як австрійці всього один раз (ліга чемпіонів УЄФА 1996/97).

## Віденське дербі
Станом на 15.04.2108
| Турнір             | Матчі | Перемоги | Нічиї | Поразки | Різниця м'ячів |
| ------------------ | ----- | -------- | ----- | ------- | -------------- |
| Чемпіонат Австрії  | 294   | 124      | 71    | 99      | 543 — 440      |
| Кубок Австрії      | 33    | 12       | 3     | 18      | 67 — 77        |
| Суперкубок Австрії | 1     | 1        | 0     | 0       | 3 — 1          |
| Всього в дербі     | 328   | 137      | 74    | 117     | 613–518        |

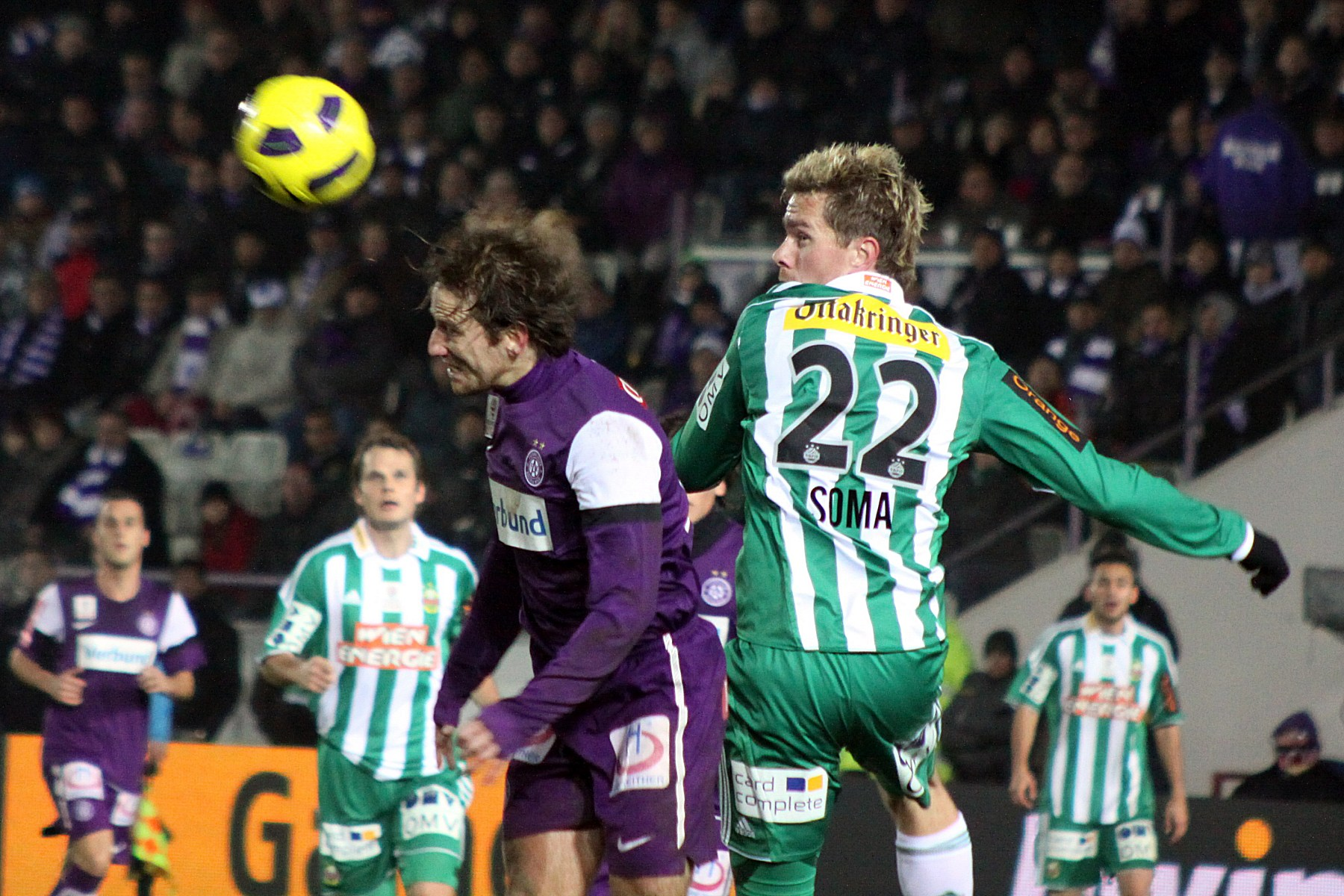
Віденське дербі

Інший віденський клуб, «Аустрія», є вічним супротивником «зелено-білих». «Рапід» виграв перші одинадцять поєдинків дербі. В сезоні 1915/16 перемога з найбільшим рахунком (9:0). По три м'ячі забили Едуард Бауер і Густав Візер, найкращі роки якого пройдуть в «Аустрії». В чемпіонаті 1917/18 перша поразка (0:1). В переможному сезоні 1922/23, із трьох програних матчів за чемпіонат, два в зустрічах з «Аустрією». 10 м'ячів влетіло в ворота «Аустрії» в 1942/43 р. (10:1), на рахунку Кабурека чотири голи, у Гернхарда і Дворачка — по три. В двох поєдинках команди забивали по дванадцять м'ячів: 1929/30 — (4:8, на 18 хв. «Рапід» вигравав 3:0), 1950/51 — (7:5). Найбільша поразка в дербі зафіксована в чемпіонаті 1969/70 (0:6).

## Титули та досягнення

### В чемпіонаті
- Чемпіон Австрії (32): 1912, 1913, 1916, 1917, 1919, 1920, 1921, 1923, 1929, 1930, 1935, 1938, 1940, 1941, 1946, 1948, 1951, 1952, 1954, 1956, 1957, 1960, 1964, 1967, 1968, 1982, 1983, 1987, 1988, 1996, 2005, 2008
- Чемпіон Німеччини (1): 1941
- Чемпіон Австрії (неофіційний турнір)[3]: 1945
- Віце-чемпіон Австрії (29): 1914, 1918, 1928, 1933, 1934, 1947, 1949, 1950, 1958, 1959, 1965, 1966, 1973, 1977, 1978, 1984, 1985, 1986, 1997, 1998, 1999, 2001, 2009, 2012, 2014, 2015, 2016, 2020, 2021
- 3-й призер чемпіонату Австрії (23): 1915, 1922, 1927, 1931, 1932, 1936, 1939, 1942, 1953, 1955, 1969, 1971, 1974, 1975, 1976, 1979, 1981, 1990, 1995, 2000, 2010, 2013, 2018
- 3-й призер чемпіонату Німеччини (1): 1940

### У національному кубку
- Володар кубка Австрії (14): 1919, 1920, 1927, 1946, 1961, 1968, 1969, 1972, 1976, 1983, 1984, 1985, 1987, 1995
- Володар кубка Німеччини (1): 1938
- Володар суперкубка Австрії (3): 1986, 1987, 1988
- Фіналіст кубка Австрії (16): 1929, 1934, 1959, 1960, 1966, 1971, 1973, 1986, 1990, 1991, 1993, 2005, 2017, 2019, 2023, 2024

### На міжнародній арені
- Володар кубка Мітропи (2): 1930, 1951
- Фіналіст кубка Мітропи (3): 1927, 1928, 1956
- Фіналіст кубка володарів кубків (2): 1985, 1996

## Статистика
| Турнір                                      | Період    | Кількість виступів | Матчі | Перемоги | Нічиї | Поразки | Різниця м'ячів | Очки |
| ------------------------------------------- | --------- | ------------------ | ----- | -------- | ----- | ------- | -------------- | ---- |
| Кубок європейських чемпіонів Ліга чемпіонів | 1955-2009 | 15                 | 73    | 32       | 7     | 34      | 119 — 110      | 71   |
| Кубок ярмарок / Кубок УЄФА Ліга Європи      | 1962-2015 | 24                 | 118   | 44       | 23    | 51      | 166 — 158      | 116  |
| Кубок володарів кубків                      | 1961-1996 | 10                 | 52    | 19       | 17    | 16      | 87 — 73        | 55   |
| Всього в єврокубках                         | 1955–2015 | 49                 | 243   | 95       | 47    | 101     | 372–341        | 242  |
| Кубок Мітропи                               | 1927-1935 | 7                  | 33    | 16       | 5     | 12      | 83 — 70        | 37   |
| Чемпіонат Австрії                           | 1911-2014 | 102                | 2844  | 1589     | 621   | 634     | 6832 — 3660    | 3848 |
| Кубок Австрії                               | 1918-2015 | 81                 | 314   | 226      | 13    | 75      | 1015 — 428     | 467  |
| Чемпіонат Австрії (неофіційний)             | 1944-1945 | 1                  | 9     | 6        | 2     | 1       | 35 — 12        | 14   |
| Чемпіонат Німеччини                         | 1940-1941 | 2                  | 17    | 12       | 3     | 2       | 65 — 28        | 27   |
| Кубок Німеччини                             | 1939-1943 | 5                  | 22    | 18       | 0     | 4       | 84 — 38        | 36   |

- Найбіша перемога в чемпіонаті Австрії: 13:1 («Ваккер» Нойштадт, 12.03.1939).
- Найбіша поразка в чемпіонаті Австрії: 2:10 («Фірст Вієнна», 24.10.1943).
- Найбіша перемога у кубку Австрії: 17:0 («SK Neubau», 19.01.1930).
- Найбіша поразка у кубку Австрії: 0:8 («Адміра», 10.05.1934).
- Найбіша перемога у єврокубках: 8:0 («Авенір» (Бегген, Люксембург), 29.09.1982).
- Найбіша поразка у єврокубках: 2:7 («Мілан», 12.02.1956).

## Поточний склад
Станом на 19 лютого 2025
| №  | Поз. | Нац.        | Гравець                  |
| -- | ---- | ----------- | ------------------------ |
| 3  | ЗХ   | Австрія     | Беньямін Бекле           |
| 4  | ЗХ   | Австрія     | Якоб Шеллер              |
| 5  | ПЗ   | Австрія     | Роман Кершбаум           |
| 6  | ЗХ   | Франція     | Серж-Філіпп Ро-Яо        |
| 7  | НП   | Хорватія    | Діон Дрена Бельо         |
| 8  | ПЗ   | Австрія     | Лукас Гргич              |
| 9  | НП   | Австрія     | Гвідо Бургшталлер        |
| 16 | ПЗ   | Норвегія    | Тобіас Беркеєт           |
| 17 | ПЗ   | Малі        | Мамаду Сангаре           |
| 18 | ПЗ   | Австрія     | Маттіас Зайдль (капітан) |
| 20 | ЗХ   | Кот-д'Івуар | Анге Ахуссу              |
| 21 | ПЗ   | Австрія     | Луїс Шауб                |

| №  | Поз. | Нац.        | Гравець            |
| -- | ---- | ----------- | ------------------ |
| 22 | НП   | Швеція      | Ісак Янссон        |
| 23 | ЗХ   | Австрія     | Йонас Ауер         |
| 25 | ВР   | Австрія     | Пауль Гартлер      |
| 27 | НП   | Австрія     | Ноа Бішоф          |
| 28 | ПЗ   | Австрія     | Морітц Освальд     |
| 29 | ПЗ   | Кот-д'Івуар | Аман Ромео         |
| 45 | ВР   | Австрія     | Ніклас Гедль       |
| 48 | НП   | Австрія     | Ніколаус Вурмбранд |
| 49 | НП   | Чорногорія  | Андрія Радулович   |
| 55 | ЗХ   | Сербія      | Ненад Цветкович    |
| 77 | ЗХ   | Угорщина    | Бендегуз Болла     |
| 99 | НП   | Австрія     | Ерджан Кара        |

## Символічні збірні XX століття

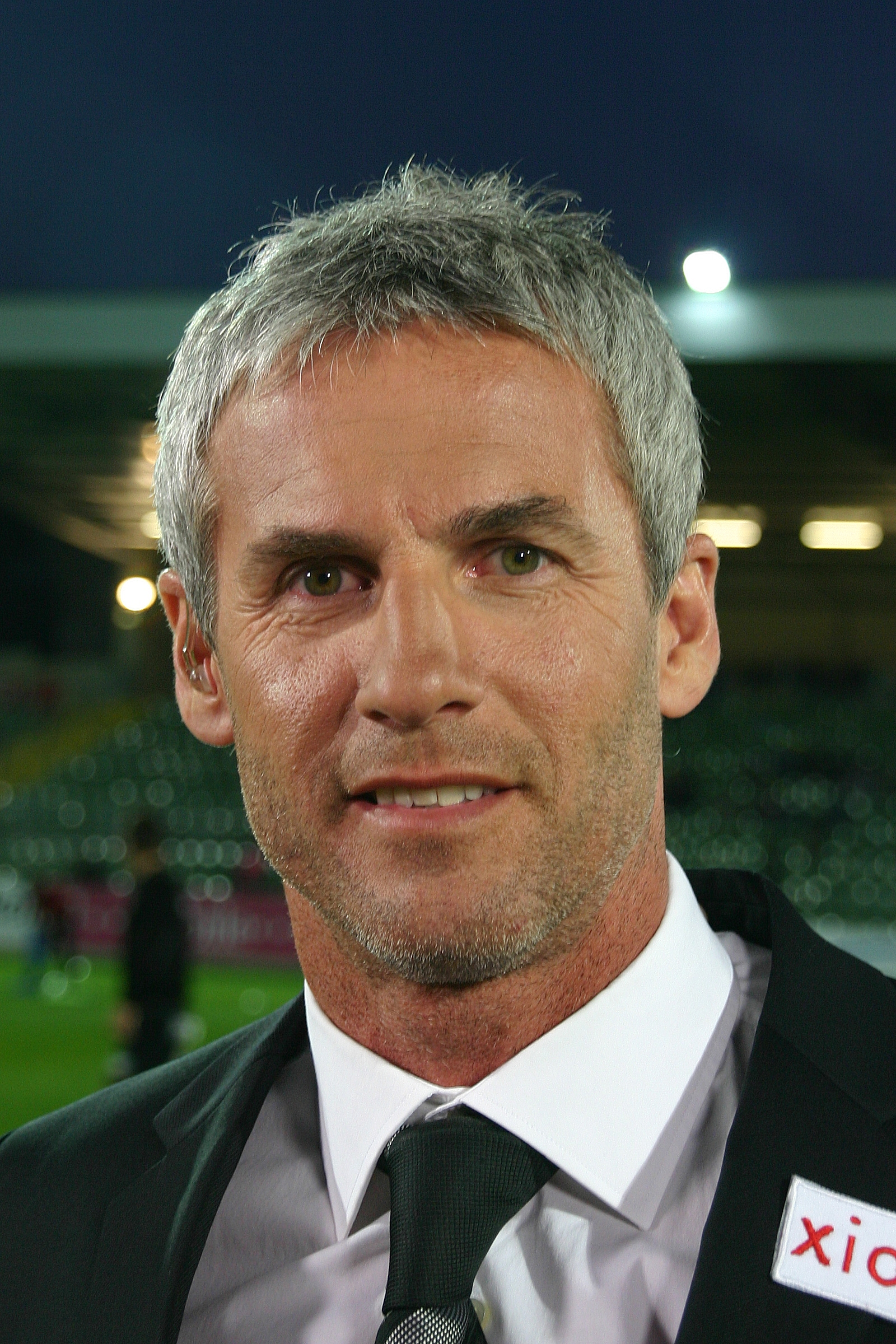
Міхаель Консел

В 1999 році читачі австрійської газети «Кронер» склали «Символічну збірну Австрії по футболу XX ст». До неї увійшли п'ять гравців «Рапіда».
|                         |                            | Вальтер Земан «Рапід»     |                               |                        |
| ----------------------- | -------------------------- | ------------------------- | ----------------------------- | ---------------------- |
|                         | Роберт Сара «Аустрія»      | Ернст Гаппель «Рапід»     | Бруно Пеццай «Тіроль» Інсбрук |                        |
| Герхард Ганаппі «Рапід» | Герберт Прохазка «Аустрія» |                           | Ернст Оцвірк «Аустрія»        | Андреас Герцог «Рапід» |
|                         | Ганс Кранкль «Рапід»       | Матіас Сінделар «Аустрія» | Антон Польстер «Аустрія»      |                        |

В 1999 році читачі клубного журналу склали «Символічну збірну „Рапіда“ XX ст.»
|                 |                | Міхаель Консел |                 |                 |
| --------------- | -------------- | -------------- | --------------- | --------------- |
|                 | Ернст Гаппель  | Геріберт Вебер | Петер Шеттель   |                 |
| Антонін Паненка | Андреас Герцог |                | Герхард Ганаппі | Дітмар Кухбауер |
|                 | Йозеф Уриділ   | Ганс Кранкль   | Франц Біндер    |                 |

## Найкращі гравці XX століття
|  | За версією читачів клубного журналу «Рапіда» (1999 р.): - Ганс Кранкль (1970–1978, 1980–1986) — володар «Золотого бутса» та «Срібного м'яча». - Ернст Гаппель (1942–1959) — захисник, 3-й призер ЧС-1954, один з найкращих тренерів світового футболу. - Герхард Ганаппі (1950–1965) — 50-те місце в рейтингу IFFHS «Найкращі футболісти Європи XX століття», капітан збірної Австрії, 3-й призер ЧС-1954. - Франц Біндер (1930–1949) — один з найрезультативніших гравців світового футболу. - Петер Шеттель (1986–2002) — легенда «Рапіду» кінця XX століття, захисник. - Йозеф Уриділ (1917–1927) — форвард, один з перших австрійських гравців світового рівня. |

## Відомі футболісти
- Річард Кутан (1911–1930)
- Едуард Бауер (1911–1927)
- Йозеф Брандштеттер (1911–1926)
- Леопольд Грюнвальд (1911–1922)
- Генріх Крщал (1911–1921)
- Вінцент Діттріх (1911–1922)
- Фердинанд Сватош (1914–1919)
- Леопольд Ніцш (1914–1928)
- Фердинанд Весели (1920–1931)
- Франц Веселик (1923–1934)
- Йозеф Смістик (1926–1937)
- Йохан Хорват (1927–1930)
- Матіас Кабурек (1928–1936, 1939–1945)
- Франц Вагнер (1930–1949)
- Йозеф Біцан (1931–1935)
- Макс Меркель (1936–1937, 1946–1954)
- Леопольд Гернхард (1939–1955)
- Вальтер Земан (1945–1961)
- Альфред Кернер (1945–1959)
- Роберт Кернер (1945–1957)
- Роберт Дінст (1948–1962)
- Еріх Пробст (1950–1956)
- Пауль Халла (1953–1965)
- Рудольф Фльогель (1958–1972)
- Август Старек (1965–1967, 1973–1977)
- Джонні Б'єргард (1966–1972)
- Йохан Прегесбауер (1974–1986)
- Херберт Фейрер (1976–1989)
- Херіберт Вебер (1978–1989)
- Рейнхард Кінаст (1978–1992)
- Антонін Паненка (1981–1985)
- Петар Брукіч (1982–1987)
- Міхаель Консел (1984–1997)
- Златко Краньчар (1983–1990)
- Андреас Герцог (1986–1992)
- Роберт Пекль (1986–1995)
- Ян Оге Ф'єртофт (1989–1993)
- Дітмар Кухбауер (1992–1997)
- Тріфон Іванов (1995–1997)
- Рене Вагнер (1996–2004)
- Деян Савичевич (1999–2001)
- Штефан Хофманн (2001–2012)

|  |  |  |

## Тренери
- Dionys Schönecker (1910–1925)
- Стенлі Вільмотт (1925–1926)
- Едуард Бауер (1926–1936)
- Леопольд Ніч (1936–1945)
- Ганс Пессер (1945–1953)
- Йозеф Уріділь (1953–1954)
- Віктор Гірлендер (1954–1955)
- Леопольд Гернхард (1955)
- Франц Вагнер (1955)
- Алоіз Беранек (1956)
- Франц Вагнер (1956)
- Макс Меркель (1956–1958)
- Рудольф Кумхофер (1958–1959)
- Роберт Кернер (1959–1966)
- Рудольф Витлачил (1966–1968)
- Карл Деккер (1968)
- Рудольф Витлачил (1969)
- Карл Раппан (1969)
- Карл Деккер (1969–1970)
- Герд Спрінгер (1970–1971)
- Роберт Кернер (1971–1972)
- Ернст Гложек (1972–1975)
- Йозеф Пеканка (1975)
- Франц Біндер,
 Роберт Кернер (1975–1976)
- Антон Бржижанчик (1976–1977)
- Роберт Кернер (1977–1978)
- Karl Schlechta (1978–1979)
- Вальтер Скосік (1979–1982)
- Рудольф Нуске (1982)
- Отто Барич (1982–1985)
- Влатко Маркович (1985–1986)
- Отто Барич (1986–1988)
- Влатко Маркович (1988–1989)
- Ганс Кранкль (1989–1992)
- Август Старек (1992–1993)
- Hubert Baumgartner (1993–1994)
- Ернст Докупіл (1994–1998)
- Херіберт Вебер (1998–2000)
- Ернст Докупіл (2000–2001)
- Петер Персідіс (2001)
- Лотар Маттеус (2001–2002)
- Йозеф Гікерсбергер (2002–2005)
- Georg Zellhofer (2006)
- Петер Пакульт (2006–2011)
- Зоран Барісич (2011)
- Петер Шеттель (2011-)

## Індивідуальні досягнення (1911–2011)
- Ганс Кранкль володар «Срібного м'яча — 1978» (за версією журналу «Франс-Футбол»)
- Ганс Кранкль володар «Золотого бутса — 1978», «Срібного бутса — 1974» (за версією журналу «Франс-Футбол»)
Володар «Бронзової бутси — 1979» (у складі іспанської «Барселони»).
- Антонін Паненка найкращий бомбардир КВК 1985: 5 голів.
- Роберт Дінст у чемпіонаті Австрії забив найбільшу кількість голів — 323. Окрім «Рапіду» він виступав за «Флорісдорфер АК» (Відень)[1] (1943–1948, 12 забитих м'ячів в 54 матчах) та «Швехат СК» (1962/63, 4 голи в 13 матчах).
Ганс Кранкль у цьому рейтингу — другий (320 забитих м'ячів), а Франц Біндер — четвертий (267 голів).
- Франц Біндер вигравав звання найрезультативнішого гравця чемпіонату Австрії шість разів (рекорд Австрії; 1933, 1937–1941).
У Ганса Кранкля чотири титули: (1974, 1977, 1978, 1983).
- Едуард Бауер, Йозеф Брандштетер, Річард Кутан та Вальтер Земан по вісім разів вигравали чемпіонат Австрії. У Леопольда Гернхарда сім титулів чемпіона Австрії і один — чемпіона Німеччини.

| Футболіст         | Позиція               | Роки виступу         | Чемпіонат | Чемпіонат | Кубок | Кубок | Єврокубки | Єврокубки | Всього | Всього |
| Футболіст         | Позиція               | Роки виступу         | Матчі     | Голи      | Матчі | Голи  | Матчі     | Голи      | Матчі  | Голи   |
| ----------------- | --------------------- | -------------------- | --------- | --------- | ----- | ----- | --------- | --------- | ------ | ------ |
| Петер Шеттель     | захисник              | 1986-2002            | 436       | 4         | 39    | 0     | 49        | 2         | 524    | 6      |
| Рейнхард Кінаст   | півзахисник           | 1978-1992            | 393       | 61        | 53    | 12    | 46        | 6         | 492    | 79     |
| Міхаель Консел    | воротар               | 1984-1997            | 395       | -         | 45    | -     | 42        | -         | 482    | 0      |
| Ганс Кранкль      | нападник              | 1970-1978, 1980–1986 | 350       | 267       | 54    | 51    | 45        | 18        | 449    | 336    |
| Рудольф Фльогель  | нападник, півзахисник | 1958-1972            | 333       | 145       | 53    | 37    | 44        | 12        | 430    | 194    |
| Херіберт Вебер    | захисник              | 1978-1979            | 315       | 39        | 49    | 7     | 43        | 3         | 407    | 49     |
| Герхард Ханаппі   | півзахисник           | 1950-1965            | 333       | 114       | 20    | 2     | 27+2      | 3+1       | 382    | 120    |
| Херберт Фейрер    | воротар               | 1976-1989            | 289       | -         | 37    | -     | 32        | -         | 358    | 0      |
| Йохан Прегесбауер | захисник              | 1974-1986            | 284       | 13        | 36    | 3     | 28        | 0         | 348    | 16     |
| Пауль Халла       | захисник              | 1953-1965            | 289       | 39        | 26    | 4     | 31        | 0         | 346    | 43     |

- Найбільше матчів в офіційних турнірах: Петер Шеттель — 524
- Найбільше сезонів як капітан команди: Річард Кутан — 15
Франц Біндер виступав з капітанською пов'язкою 12 сезонів. Штефан Хофманн, Герхард Ханаппі та Ганс Кранкль — по 7.
- Найбільше матчів у чемпіонаті Австрії: Петер Шеттель — 436
- Найбільше матчів у кубку Австрії: Ганс Кранкль — 54
- Найбільше матчів в єврокубках: Петер Шеттель — 49
- Найбільше матчів у кубку Мітропи: Йозеф Смистик — 32

| Футболіст        | Роки виступу         | Чемпіонат | Чемпіонат | Кубок | Кубок | Єврокубки | Єврокубки | Всього | Всього |
| Футболіст        | Роки виступу         | Матчі     | Голи      | Матчі | Голи  | Матчі     | Голи      | Матчі  | Голи   |
| ---------------- | -------------------- | --------- | --------- | ----- | ----- | --------- | --------- | ------ | ------ |
| Франц Біндер     | 1930-1949            | 242+17    | 267+25    | 33+19 | 60+33 | 8         | 10        | 319    | 395    |
| Ганс Кранкль     | 1970-1978, 1980–1986 | 350       | 267       | 54    | 51    | 45        | 18        | 449    | 336    |
| Роберт Дінст     | 1948-1962            | 284       | 307       | 12    | 7     | 18        | 7         | 314    | 321    |
| Франц Веселик    | 1923-1934            | 175       | 160       | 31    | 40    | 22        | 17        | 228    | 217    |
| Матіас Кабурек   | 1928-1945            | 152+10    | 135+5     | 31+7  | 51+7  | 13        | 6         | 213    | 204    |
| Рудольф Фльогель | 1958-1972            | 333       | 145       | 53    | 37    | 44        | 12        | 430    | 194    |
| Річард Кутан     | 1911-1930            | 263       | 164       | 19    | 16    | 6         | 1         | 288    | 181    |
| Альфред Кернер   | 1945-1959            | 283       | 157       | 17+1  | 11    | 9+2       | 4+1       | 312    | 173    |
| Фердинанд Весели | 1920-1931            | 206       | 121       | 30    | 29    | 25        | 15        | 261    | 165    |
| Йозеф Уриділ     | 1917-1927            | 106       | 127       | 11    | 20    | -         | -         | 117    | 147    |

- Найкращий бомбардир «Рапіду» в офіційних турнірах: Франц Біндер — 395 голів.
- Найкращий бомбардир у чемпіонаті Австрії: Роберт Дінст — 307 голів.
- Найкращий бомбардир у кубку Австрії: Франц Біндер — 60 голів.
- Найкращий бомбардир у чемпіонаті Німеччини: Франц Біндер — 25 голів.
- Найкращий бомбардир у кубку Німеччини: Франц Біндер — 33 голи.
- Найкращий бомбардир в єврокубках: Ганс Кранкль — 18 голів.
- Найкращий бомбардир у кубку Мітропи: Франц Веселик — 17 голів.

### Найбільша результативність гравця за сезон
- Франц Біндер у сезоні 1939/40 забив 50 м'ячів: 18 — у чемпіонаті Австрії, 14 — у чемпіонаті Німеччини та 18 — в кубку Німеччини.

| Голи | Матчі | Футболіст    | Сезон   |
| ---- | ----- | ------------ | ------- |
| 41   | 36    | Ганс Кранкль | 1977/78 |
| 37   | 23    | Роберт Дінст | 1950/51 |
| 36   | 32    | Ганс Кранкль | 1973/74 |
| 35   | 22    | Йозеф Уриділ | 1920/21 |
| 32   | 21    | Роберт Дінст | 1956/57 |
| 32   | 35    | Ганс Кранкль | 1976/77 |
| 30   | 24    | Роберт Дінст | 1957/58 |

| Голи | Матчі | Футболіст    | Сезон   |
| ---- | ----- | ------------ | ------- |
| 50   | 29    | Франц Біндер | 1939/40 |
| 44   | 31    | Франц Біндер | 1940/41 |
| 42   | 41    | Ганс Кранкль | 1977/78 |
| 42   | 42    | Ганс Кранкль | 1973/74 |
| 37   | 23    | Роберт Дінст | 1950/51 |
| 37   | 26    | Франц Біндер | 1936/37 |
| 36   | 37    | Ганс Кранкль | 1982/83 |